# Všebořice (Loket)
Všebořice (Duits: Scheborschitz of Scheborschitz bei Unterkralowitz) is een Tsjechische plaats in de gemeente Loket, regio Midden-Bohemen, en maakt deel uit van het district Benešov. Het dorp ligt op 6 kilometer afstand van Loket.
Všebořice telt 98 inwoners (2021).

## Geografie
Door het dorp stroomt de Všebořickýbeek, waaraan verschillende vijvers liggen. De grootste vijver werd in 1968 aangelegd, vlak bij Radíkovice. 100 meter stroomafwaarts mondt de beek uit in het Želivka-stuwmeer.

## Geschiedenis
De eerste schriftelijke vermelding van het dorp dateert van 1318 (Wsseborzicz). Het dorp behoorde van 1677 tot 1848 tot Dolní Kralovice. Gedurende laatstgenoemd jaar werd het feodalisme afgeschaft en het eerste gemeentebestuur ingesteld. In 1879 werd een dorpsschool geopend, bestaande uit twee klassen.
In 1960 werd Všebořice, samen met Loket, ingedeeld bij het district Benešov. Van 1961 tot 1979 was Všebořice een zelfstandige gemeente, waartoe ook Bezděkov behoorde.

## Verkeer en vervoer

### Autowegen
Er leidt een regionale weg naar het dorp.

### Spoorlijnen
Er is geen station meer in de gemeente Loket. Tot 1974 werd Loket bediend door treinen van de spoorlijn Benešov - Vlašim - Dolní Kralovice. In dat jaar werd het traject Vlašim - Dolní Kralvorice gesloten, omdat het moest wijken voor de aanleg van het Švihov-stuwmeer. Sindsdien is het dichtstbijzijnde station in Vlašim, op zo'n 24,5 kilometer afstand. Dat station ligt aan het resterende deel van eerdergenoemde spoorlijn.

### Buslijnen
Er is geen bushalte in het dorp. De dichtstbijzijnde bushalte is in Loket, op zo'n 1,5 kilometer afstand:
| Halte                      | Lijn(en) | Traject(en)               | Vervoerder(s) |
| -------------------------- | -------- | ------------------------- | ------------- |
| Loket u Čechtic, Všebořice | 845      | Hořice - Zruč nad Sázavou | CŠAD Benešov  |

## Bezienswaardigheden
- Sint-Egidiuskerk met houten klokkentoren;
- Barok gebouw op terrein van voormalige boerderij;
- Boswachterswoning;
- Voormalig jachtslot van componist Zdeněk Fibich.

## Geboren in Všebořice
- Zdeněk Fibich (1850–1900), een Tsjechisch componist

## Galerij

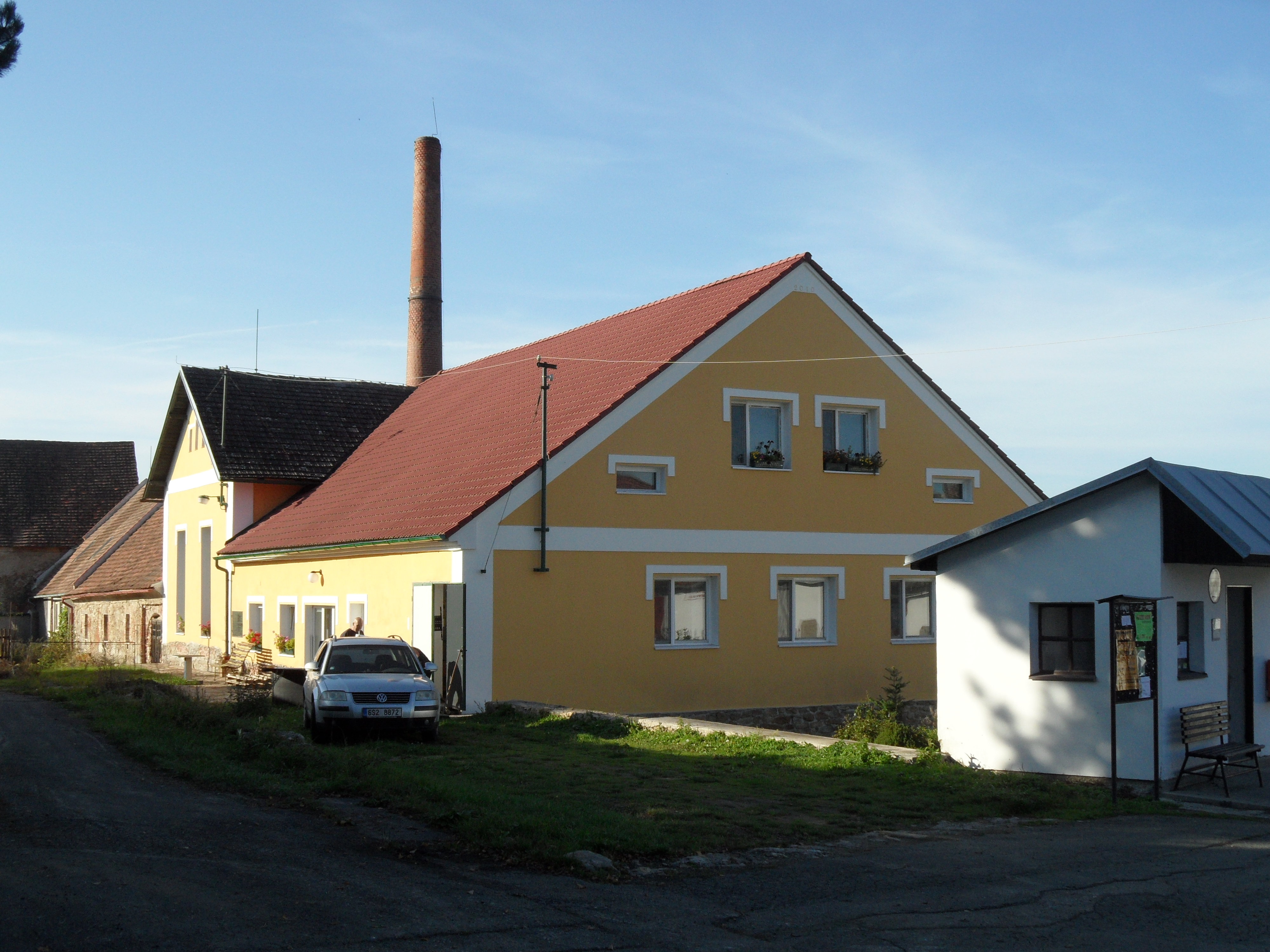
Huis met fabriekspand (2014)
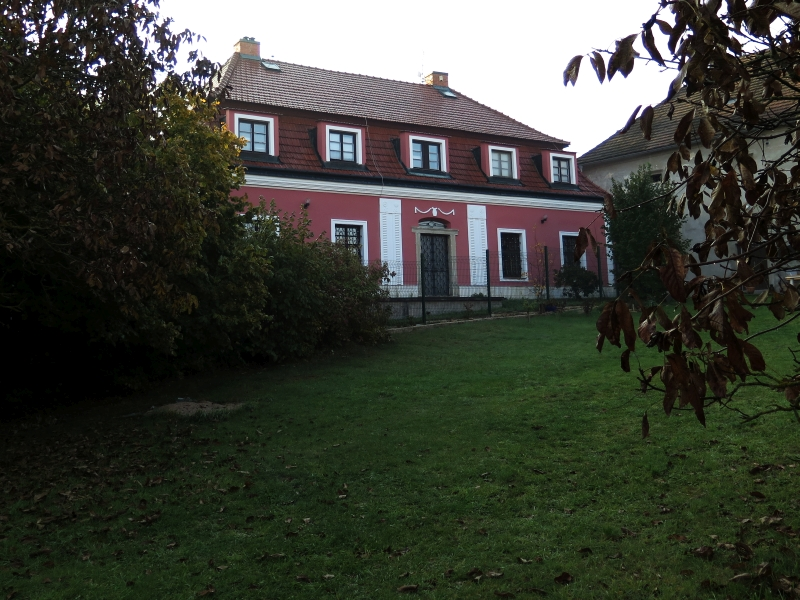
Huis in het dorp (2018)
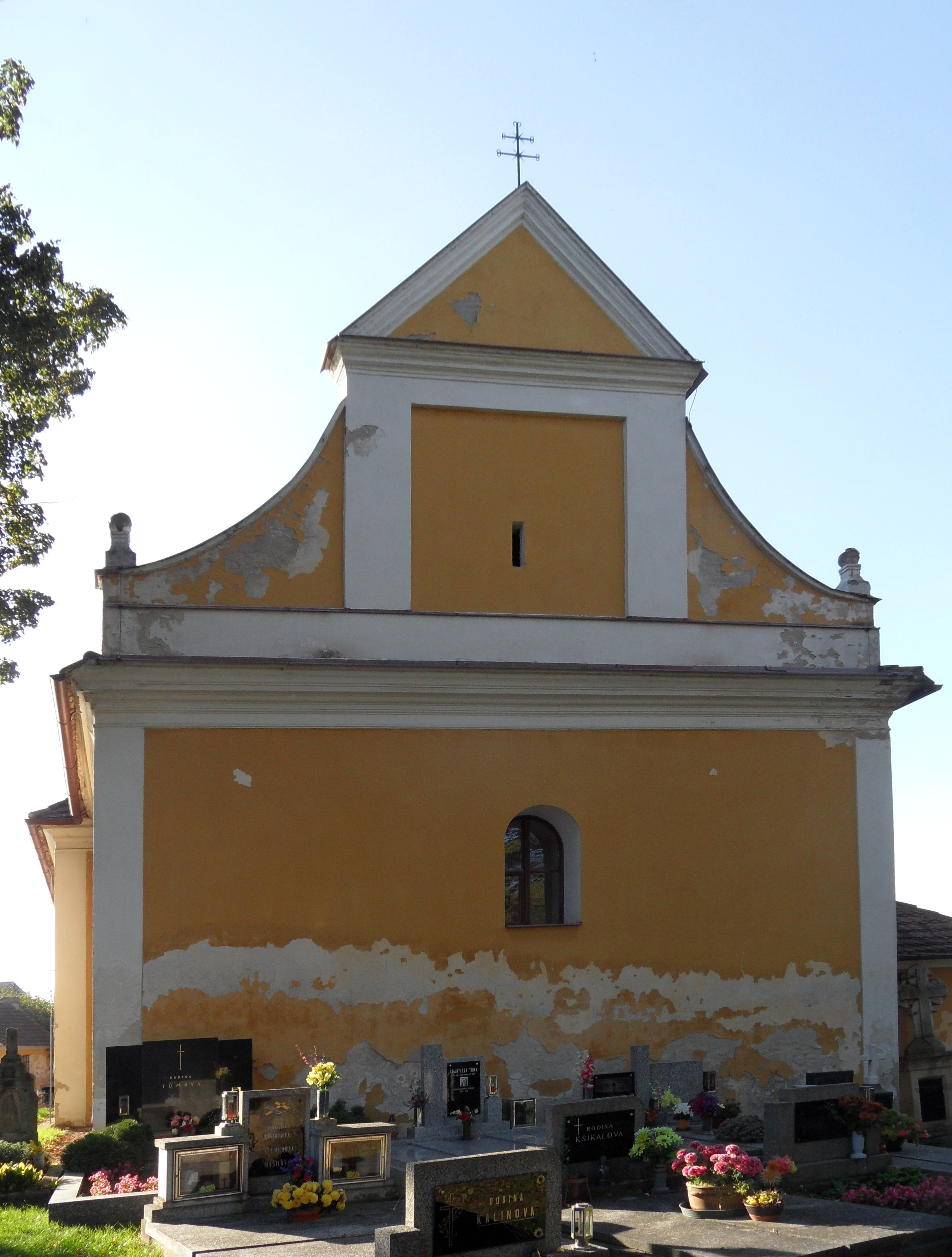
Sint-Egidiuskerk (2014)
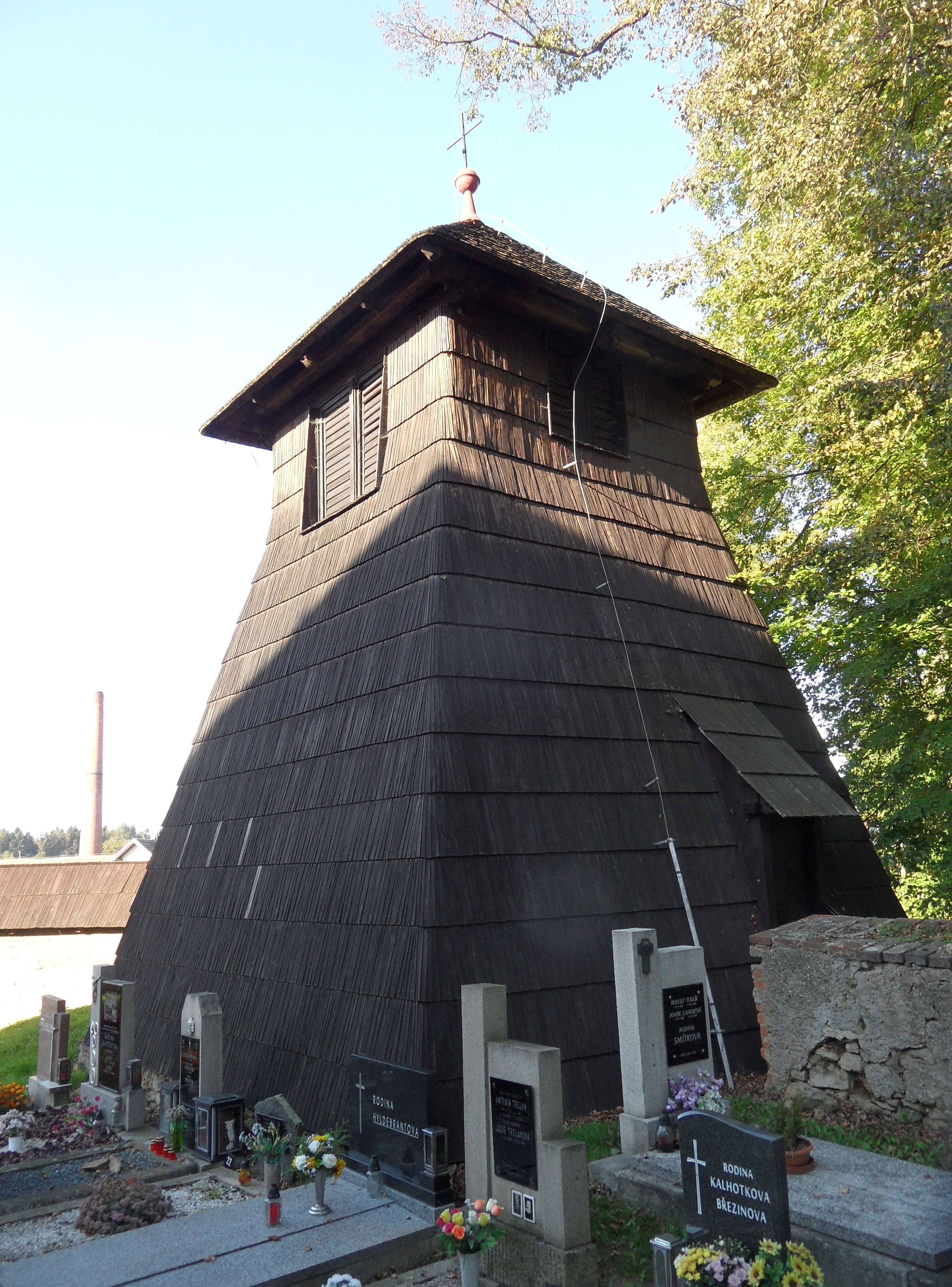
Houten klokkentoren bij de kerk (2014)